# باكواكي (ويسكونسن)
باكواكي (بالإنجليزية: Packwaukee, Wisconsin)‏ هي بلدة تقع بولاية ويسكونسن في الولايات المتحدة. تبلغ مساحتها 106 (كم²)، وترتفع عن سطح البحر 241 م، بلغ عدد سكانها 2574 نسمة في عام 2000 حسب إحصاء مكتب تعداد الولايات المتحدة وتصل الكثافة السكانية فيها 26.1 نسمة/كم2.

## وصلات خارجية
- http://www.townofpackwaukee.org
- The US50 - Cities and Towns in Wisconsin State
- Wisconsin Cities and Towns, Facts, Map, Flag, Colleges, Government, and More